# Trichospermum incaniopsis
Trichospermum incaniopsis är en malvaväxtart som beskrevs av Kostermans. Trichospermum incaniopsis ingår i släktet Trichospermum och familjen malvaväxter. Inga underarter finns listade i Catalogue of Life.